# Johannes Iversen
Johannes Iversen, född 27 december 1904 i Sønderborg, död 17 oktober 1971, var en dansk kvartärgeolog och botaniker.
Johannes Iversen blev assistent vid Danmarks geologiske undersøgelse 1931, avdelningsgeolog 1938, statsgeolog 1942 och filosofie doktor 1936. Större delen av av Iversens arbeten behandlar problem inom nordvästra Europas, främst Danmarks, sen- och postglaciala utvecklingshistoria. Hans botaniska synpunkter var viktiga för kunskaper om vegetationsutvecklingen under senkvartär tid, bland annat påvisade han att örtpollen är säkrare och känsligare ledfossil än skogsträdpollen. Metodiskt blev arbetet om sekundärt pollen som felkälla vid pollenanalysen av grundläggande betydelse för den klimathistoriska tolkningen av polleninnehållet i de minerogena sedimenten från Sydskandinaviens tundratid. Själv lyckades Iversen skapa en väsentligt fylligare bild av naturförhållandena under denna tid, då sparsamma arkeologiska fynd visar, att människan för första gången tog skandinavisk mark i besittning. Att människan redan under yngre stenålder börjat starkt påverka sin miljö, visade Iversens arbete Landnam i Danmarks Stenålder (1941), där han visade att svedjebruket satt tydliga spår i vegetationsutvecklingen. Genom kombination av pollen- och diatomacéanalys kom Iversen att ge en detaljerad datering av den postglaciala strandförskjutningen i Danmark. Genom undersökningar av grönländska torvlagerföljder kunde Iversen bevisa, att nordmännens grönländska kolonisation dukade under på grund av en klimatförsämring, som här innebar en minskad nederbörd, kombinerad med ett akut massuppträdande av larver av fjärilen Agrotis occulta, vilka förhärjade betesmarkerna.

## Utmärkelser
- Riddare av Dannebrogorden,  1953[1]

[Redigera Wikidata]